# Historia de Praga

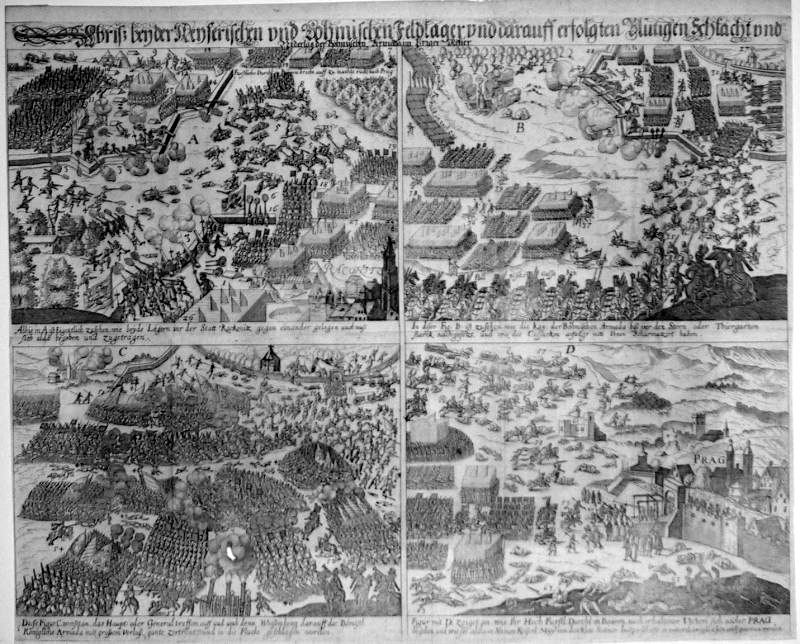
En esta imagen podemos observar como eran las batallas de Praga en aquella época

La historia de Praga cubre más de mil años. Durante la Edad Media un dicho afirmaba que "Praga era la cabeza del reino" (en latín: Praga caput regni). Sin embargo, Praga es hoy en día la cabeza y el corazón de la República Checa. En efecto, pocas veces una capital se liga tan de cerca a la historia de su país como Praga. Así, su historia y la historia de los checos y bohemios están entrecruzadas. Su belleza ha inspirado a artistas de todos los tiempos.
La región donde se encuentra Praga estuvo habitada desde el Paleolítico. Los hallazgos arqueológicos demuestran que durante la Edad de Piedra (5500-4300 a. C.) la zona estuvo habitada por diferentes grupos étnicos de Europa Central. El más antiguo grupo que se puede identificar es el de los boii, una tribu celta que habría vivido en Bohemia alrededor del siglo V a. C. Los boii o boyos dieron el nombre de Bohemia a la región y al río Vltava, que conocemos como Moldava. Más tarde fueron conquistados por los germanos, quienes a su vez fueron desplazados por los eslavos en el siglo VI.

## Fundación
Fundada a fines del siglo IX, Praga muy pronto se convirtió en la ciudad capital de los burgueses de Bohemia. Según la leyenda, la princesa Libuše, soberana de los checos, casada con Přemysl dio origen a la dinastía que llevó el nombre de su esposo. La princesa  profetizó que una ciudad llamada Praga (Praha) sería fundada en la ribera opuesta a la de su castillo de Libusin y que se convertiría en la capital de Bohemia.
La línea masculina de la dinastía de los Premislidas se extingue en 1306 al nacer en Barcelona el rey Wenceslao III, hijo del rey Wenceslao II de Bohemia y de Judith de Habsburgo. El reino fue heredado por su hermana Isabel casada con Juan de Luxemburgo que fue coronado rey de Bohemia como Juan I, dando inicio a la Casa de Luxemburgo. Algunos de sus descendientes fueron coronados como emperadores del Sacro Imperio Romano Germánico. La ciudad floreció durante el siglo XIV bajo el reinado del hijo de Isabel y Juan I, Carlos IV, quien ordenó la construcción de la Ciudad Nueva (Nové Město).

## Praga judía
Praga, además de tener una historia cristiana, es también una ciudad judía, con uno de los ghettos más antiguos de la Europa central. Mercaderes judíos se instalaron en la parte baja del Castillo de Praga sobre la colina de Hradčany (del alemán: Hradschin) desde 965. Luego, sobre la ruta de Vyšehrad, al sur de la Ciudad Vieja (Staré Město o Prager Altstadt).

## Praga alemana
Praga ha sido también una ciudad alemana. Bajo los Habsburgo, durante casi 400 años, la lengua alemana se convirtió en la lengua de la administración, de la enseñanza, del comercio y del arte. En 1880, la ciudad contaba con 42000 alemanes (de los cuales la mitad eran de origen judío). 
El Reino de Bohemia pasó a formar parte de los dominios de los Habsburgo en 1526, siendo la 2.ª ciudad de la monarquía hasta fines del siglo XIX en que Budapest le quitó este puesto, llegando a ser la sede de la corte durante el siglo XVII. Durante el siglo XIX se convirtió en el centro del nacionalismo checo y su actividad cultural e intelectual se desarrollaron con gran brillantez.

## Cronología
En 1918 (después de la Primera Guerra Mundial) capital del nuevo estado - Checoslovaquia.
En 1938 invasión del ejército de Hitler en el principio de Segunda Guerra Mundial
En 1968 estalló la Primavera de Praga, un movimiento de oposición a la Unión Soviética, que fue duramente reprimida con la invasión del ejército soviético. Fuente: Prensa
En 1989 Praga fue el centro de la Revolución de Terciopelo durante la caída del comunismo. 
En 1993 quedó como capital de la República Checa, tras la división pacífica de Checoslovaquia. 
En septiembre de 2000, las Protestas de Praga contra la globalización durante la cumbre del Fondo Monetario Internacional y el Banco Mundial derivaron en una guerrilla urbana contra la policía. Más de 15.000 manifestantes participaron en una de las más grandes protestas contra la globalización y el capitalismo de la historia.
En agosto de 2002, el río Moldava se desbordó con un caudal superior a los 5100 m³/s causando graves daños en la ciudad. Ésta necesitó dos años para recuperarse.